# Albert Gutterson
Albert Lovejoy Gutterson (Andover (Vermont), 23 de agosto de 1887 – Burlington, 6 de abril de 1965) foi um saltador e campeão olímpico norte-americano.
Um destaque do atletismo da Universidade de Vermont, venceu vários torneios em New England e no campeonato amador americano (AAU). Selecionado para os Jogos Olímpicos de Estocolmo, em 1912, Gutterson conquistou a medalha de ouro no salto em distância com uma marca de 7,60 metros, um recorde olímpico que perdurou até Amsterdã 1928.